# 6815 Mutchler
6815 Mutchler è un asteroide della fascia principale. Scoperto nel 1979, presenta un'orbita caratterizzata da un semiasse maggiore pari a 2,4323880 UA e da un'eccentricità di 0,1907491, inclinata di 1,56868° rispetto all'eclittica.